# Tricimba monochaeta
Tricimba monochaeta är en tvåvingeart som beskrevs av Ismay 1993. Tricimba monochaeta ingår i släktet Tricimba och familjen fritflugor. Inga underarter finns listade i Catalogue of Life.